# Pro Hart

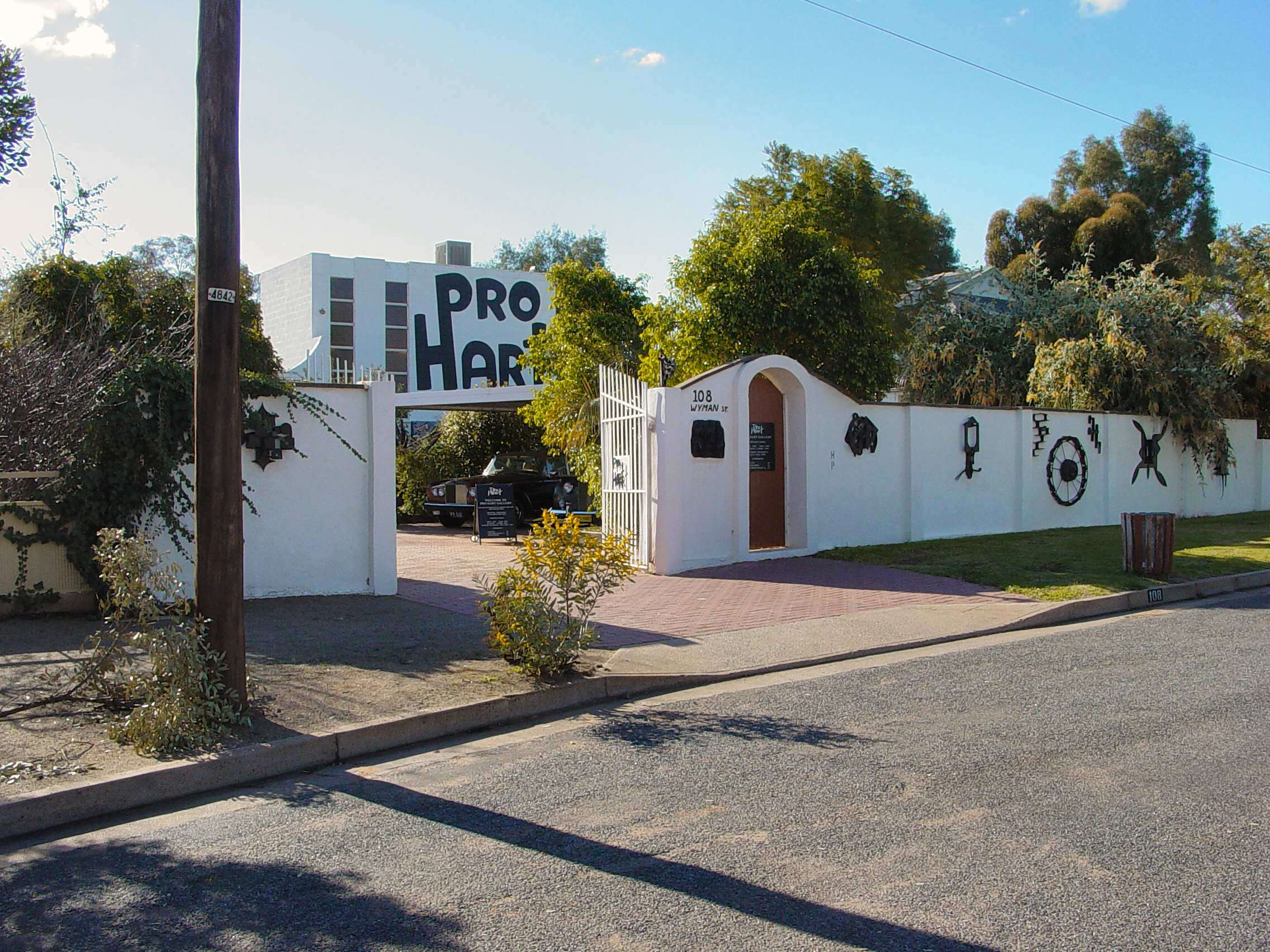
A Pro Hart Gallery Broken Hillben

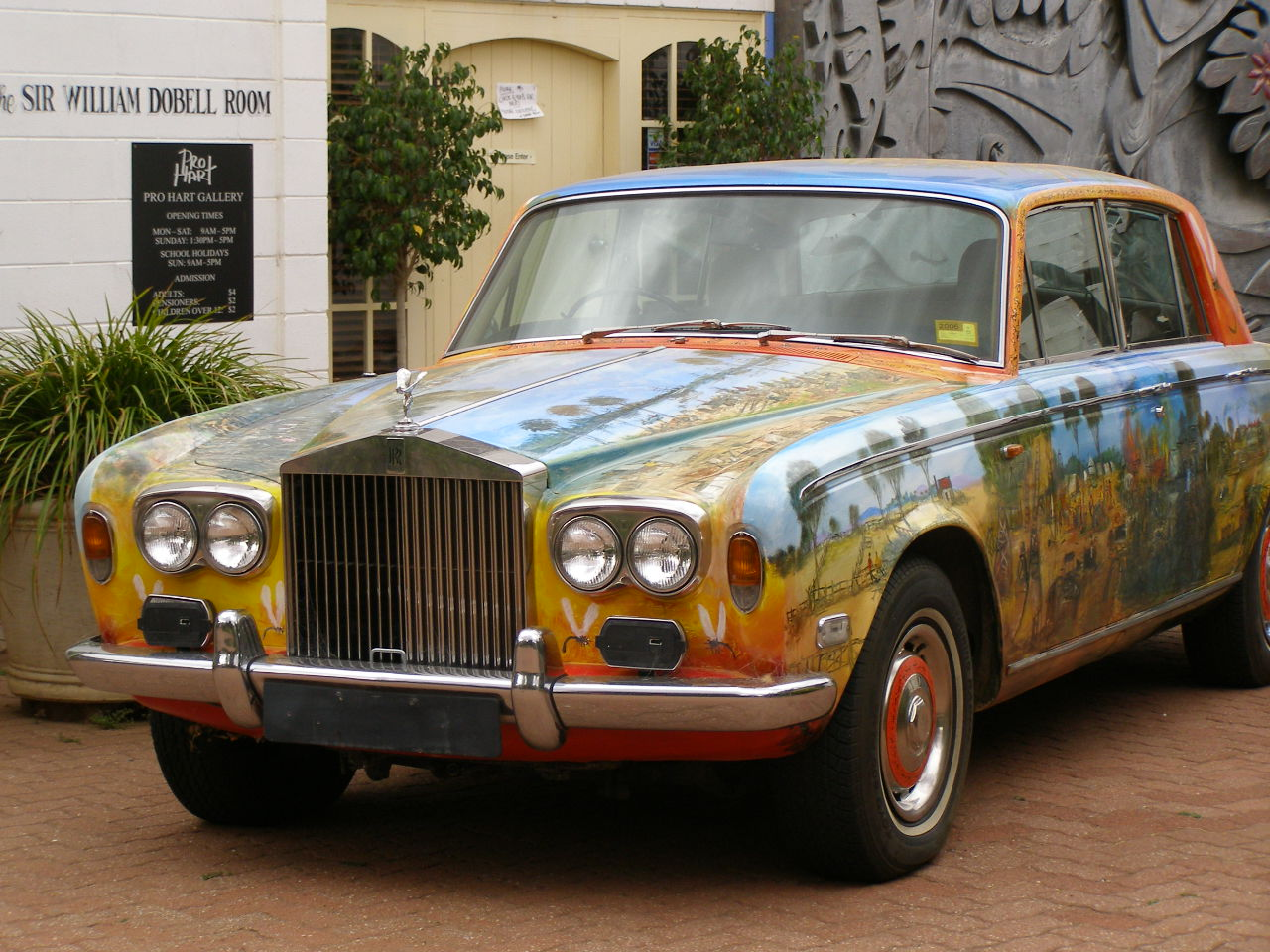
Pro Hart egyik által kifestett Rolls Royce gépkocsija a galériájában

Kevin Charles „Pro” Hart (Broken Hill,  Új-Dél-Wales, 1928. május 30. – Broken Hill, 2006. március 28.) ausztrál festőművész. Az ausztrál Outback festői mozgalma alapítójának tekintették.

## Élete és munkássága
Családja juhtenyésztő farmján nőtt fel az Új-Dél-Wales állam Menindee nevű településén. Fiatal korában kitűnt technikai, feltalálói érzékével, emiatt kapta a Pro (professzor) becenevet, ami később művésznevéül választott.
Már az iskolában elkezdett festegetni, de leginkább a technika érdekelte, emiatt ilyen irányú középiskolát végzett. 19 és 38 éves kora között elektromos bányavonatot vezetett Broken Hillben, emellett festegetett. Képeire 1966-ban felfigyelt egy műkereskedő, javaslatára vette fel a Pro Hart művésznevet, amelyen hamarosan híressé vált. Képei divatosak lettek, számos jeles műgyűjtő, köztük az edinburghi herceg is vásárolt belőlük. A reprodukciók a turisták körében is népszerűek voltak. Már 1968-ban bekerült az Ausztráliai Művészeti Enciklopédiába is.
Stílusával nagy vitákat kavart, megítélése szélsőségek között mozgott. Magát szocialista realista festőnek tartotta, de vonzotta az absztrakció és számos modern művészeti irányzat is. Ügyesen kereskedett is más festők, valamint a saját korábbi képeivel.